# Heteronychia clarahenae
Heteronychia clarahenae är en tvåvingeart som beskrevs av Andy Z. Lehrer 1999. Heteronychia clarahenae ingår i släktet Heteronychia och familjen köttflugor.
Artens utbredningsområde är Israel. Inga underarter finns listade i Catalogue of Life.